# Fire (Dead by Sunrise)
Fire è un singolo del gruppo musicale statunitense Dead by Sunrise, pubblicato il 4 dicembre 2009 come secondo estratto dal primo album in studio Out of Ashes.

## Tracce
Testi e musiche di Chester Bennington, Amir Derakh, Ryan Shuck e Anthony Valcic.
Download digitale, CD promozionale (Giappone)
1. Fire – 3:50

CD promozionale (Regno Unito) – My Suffering/Fire
1. My Suffering – 2:42
2. Fire – 3:51

## Formazione
Hanno partecipato alle registrazioni, secondo le note di copertina di Out of Ashes:
Gruppo
- Chester Bennington – voce, chitarra, sintetizzatore
- Amir Derakh – chitarra solista e ritmica, sintetizzatore, programmazione, basso
- Ryan Shuck – chitarra, sintetizzatore
- Anthony "Fu" Valcic – programmazione, sintetizzatore
- Brandon Belsky – basso, sintetizzatore e programmazione aggiuntivi
- Elias Andra – batteria

Produzione
- Howard Benson – produzione
- Tom Whalley – produzione esecutiva
- Mike Plotnikoff – registrazione
- Chris Lord-Alge – missaggio
- Keith Armstrong – assistenza al missaggio
- Brad Townsend – assistenza all'ingegneria del suono
- Andrew Schubert – assistenza all'ingegneria del suono
- Hatsukazu Inagaki – assistenza tecnica
- Paul DeCarli – montaggio digitale
- Amir Derakh – pre-produzione, registrazione aggiuntiva
- Anthony "Fu" Valcic – pre-produzione, registrazione aggiuntiva
- Brandon Belksy – pre-produzione, registrazione aggiuntiva
- Graham Hope – assistenza all'ingegneria del suono ai Sunset Sound
- Morgan Stratton – assistenza all'ingegneria del suono ai Sunset Sound
- Chris Concepcion – assistenza tecnica
- Ted Jensen – mastering